# Used Songs 1973–1980
Used Songs 1973–1980 — сборник автора-исполнителя Тома Уэйтса, изданный 2001 году. Сборник охватывает восьмилетнее творчество Уэйтса периода Asylum Records до перехода на Island Records, то есть такие альбомы: Closing Time, The Heart of Saturday Night, Nighthawks at the Diner, Small Change, Foreign Affairs, Blue Valentine и Heartattack and Vine. Used Songs 1973–1980 показывает то время, когда Том сидел согнувшись над роялем, в окружении сигаретного дыма, и создавал такие вещи как «Tom Traubert’s Blues» и «Blue Valentines».

## Список композиций
| №   | Название                                                       | Первое издание                                | Длительность |
| --- | -------------------------------------------------------------- | --------------------------------------------- | ------------ |
| 1.  | «Heartattack and Vine»                                         | на альбоме Heartattack and Vine (1980)        | 4:44         |
| 2.  | «Eggs and Sausage (In a Cadillac With Susan Michelson)»        | на альбоме Nighthawks at the Diner (1975)     | 4:23         |
| 3.  | «A Sight for Sore Eyes»                                        | на альбоме Foreign Affairs (1977)             | 4:41         |
| 4.  | «Whistlin' Past the Graveyard»                                 | на альбоме Blue Valentine (1978)              | 3:16         |
| 5.  | «Burma Shave»                                                  | на альбоме Foreign Affairs (1977)             | 6:33         |
| 6.  | «Step Right Up»                                                | на альбоме Small Change (1976)                | 5:40         |
| 7.  | «Ol' '55»                                                      | на альбоме Closing Time (1973)                | 3:58         |
| 8.  | «I Never Talk to Strangers»                                    | на альбоме Foreign Affairs (1977)             | 3:38         |
| 9.  | «Mr. Siegal»                                                   | на альбоме Heartattack and Vine (1980)        | 5:14         |
| 10. | «Jersey Girl»                                                  | на альбоме Heartattack and Vine (1980)        | 5:10         |
| 11. | «Christmas Card from a Hooker in Minneapolis»                  | на альбоме Blue Valentine (1978)              | 4:32         |
| 12. | «Blue Valentines»                                              | на альбоме Blue Valentine (1978)              | 5:51         |
| 13. | «(Looking for) The Heart of Saturday Night»                    | на альбоме The Heart of Saturday Night (1974) | 3:51         |
| 14. | «Muriel»                                                       | на альбоме Foreign Affairs (1977)             | 3:34         |
| 15. | «Wrong Side of the Road»                                       | на альбоме Blue Valentine (1978)              | 5:14         |
| 16. | «Tom Traubert's Blues (Four Sheets to the Wind in Copenhagen)» | на альбоме Small Change (1976)                | 6:35         |

## Участники записи
- Том Уэйтс — вокал, фортепиано, акустическая гитара, электрогитара
- Роланд Ботиста, Питер Климс — акустическая гитара
- Рэй Кроуфорд, Роланд Ботиста, Элвин «Шайн» Робинсон — электрогитара
- Джим Хьюхарт, Ларри Тэйлор, Грег Коэн, Скотт Эдвардс, Билл Пламмер — бас-гитара
- Ронни Баррон, Гарольд Баттист — фортепиано
- ДеВилль Гонга, Майк Мелвин — электронное фортепиано
- Чарльз Кинард — орган
- Джон Томасси, Билл Гудвин, Шелли Манн, Эрл Палмер, Джон Ситер, Чип Уайт — барабаны
- Виктор Фелдман, Джим Гордон — перкуссия
- Марри Адлер, Израель Бейкер, Гарри Блюстоун, Натан Капрофф, Джордж Каст, Марвин Лимоникк, Альфред Люстгарден, Натан Росс, Шелдон Санов — скрипка
- Сэм Бохосиан, Аллан Харсхэм, Дэвид Шварц — альт
- Джесси Эрлич, Рэй Келли, Эд Люстгарден, Кэтлин Люстгарден — виолончель
- Джек Шелдон — труба
- Фрэнк Викари, Пит Кристлейб, Герберт Хардести, Плас Джонсон, Лью Табаккин — тенор-саксофон
- Плас Джонсон — баритон-саксофон
- Бэтт Мидлер, Джон Ситер — бэк-вокал
- Джерри Йестер, Боб Алкивар — аранжировка, дирижирование